# كاليب كوشينغ
كاليب كوشينغ (بالإنجليزية: Caleb Cushing) (و. 1800 – 1879 م) هو سياسي، وقاض، ومحام، ودبلوماسي من الولايات المتحدة الأمريكية .
تولى منصب نائب عام الولايات المتحدة .

## التعليم
تعلم في جامعة هارفارد.

## روابط خارجية
- كاليب كوشينغ على موقع الموسوعة البريطانية (الإنجليزية)
- كاليب كوشينغ على موقع إن إن دي بي (الإنجليزية)